# 네이피어 매리스트 FC
네이피어 매리스트 FC(Napier Marist Football Club)는 북섬의 호크스베이 지방에 있는 파크 아일랜드를 기반으로 하는 뉴질랜드 축구단으로 1987년 네이피어에 기반을 둔 전 세인트 존스 대학 축구부원들에 의해 결성되었다.
구단은 이전까지 파티크 프리미어십에 참가하다가 2019년에 센트럴 페더레이션 리그에 정식 참가를 하게 되었다.
이 클럽은 2004년 부터 채텀 컵에 참가했으며 2017년과 2019년에 3라운드에 두 번 진출했었다.